# Anomacaulis flaccidus
Anomacaulis flaccidus là một loài Rêu trong họ Jungermanniaceae. Loài này được (Stephani) Grolle mô tả khoa học đầu tiên năm 1975.